# Alelimma pallidifusca
Alelimma pallidifusca är en fjärilsart som beskrevs av George Francis Hampson 1895. Alelimma pallidifusca ingår i släktet Alelimma och familjen nattflyn. Inga underarter finns listade i Catalogue of Life.